# Mine d'uranium de Muyunkum
La mine de Muyukum sud (en anglais : Southern Moinkum) est une mine d'uranium située au Kazakhstan à l'ouest du désert de Muyunkum, à environ 40 km au sud-ouest de la mine d'uranium de Tortkuduk, approximativement à 50 km au nord-est de Cholakkorgan et 40 km au nord-est du village de Suzak.
Au début de l'année 2002, la société franco-kazakh KATCO a démarré la production de yellow cake dans un site expérimental du gisement de Muyunkum. La technique utilisée est la lixiviation in situ à l'acide sulfurique.
En 2004, après près de trois ans d’exploitation réussie dans l'usine pilote, Areva et Kazatomprom annoncent le lancement de leur projet de production d’uranium, avec un investissement de l’ordre de 90 millions de dollars financé par Areva.
La production commerciale de la mine de Muyunkum démarre le 23 juin 2006.

## Accidents
En 2008, le ministère de l'environnement Kazakh impose à Katco une amende de 40 millions de Tenges (soit 200 000 euros) pour avoir violé les lois environnementales sur le site de la mine de Muyunkum. Comme Katco refuse de payer cette amende, le ministère de l'environnement se tourne vers la cour de justice administrative.
Le 25 novembre 2011, un camion perce accidentellement un tuyau, provoquant une fuite de 240 mètres-cubes de solution d'acide sulfurique utilisée pour la production d'uranium.